# Фишер (Арканзас)
Фишер (енгл. Fisher) град је у америчкој савезној држави Арканзас.

## Демографија
По попису из 2010. године број становника је 223, што је 42 (-15,8%) становника мање него 2000. године.
| Група             | 2000.       | 2010.       |
| Белци             | 253 (95,5%) | 219 (98,2%) |
| Афроамериканци    | 4 (1,5%)    | 1 (0,4%)    |
| Азијати           | 0 (0,0%)    | 0 (0,0%)    |
| Хиспаноамериканци | 7 (2,6%)    | 3 (1,3%)    |
| Укупно            | 265         | 223         |